# Деменцев Віктор Володимирович
Віктор Володимирович Деменцев (нар. 21 серпня 1918, селище Могочі, тепер місто Могоча Забайкальського краю, Російська Федерація — 27 грудня 2010, місто Москва) — радянський державний діяч, 1-й заступник міністра фінансів СРСР, голова правління Державного банку СРСР. Кандидат у члени ЦК КПРС у 1986—1989 роках. Депутат Верховної Ради СРСР 11-го скликання. Доктор економічних наук (1982).

## Життєпис
Народився в родині службовця. У 1932 році закінчив сім класів школи в місті Барнаулі. З 1932 по 1934 рік навчався на педагогічному робітничому факультеті в місті Благовєщенську.
У липні 1934 — серпні 1935 року — рахівник, бухгалтер тресту «Головзолото» селища Большой Невер Амурської області. У серпні 1935 — квітні 1937 року — старший бухгалтер тресту «Золотопродпостач» селища Большой Невер Амурської області.
У квітні — вересні 1937 року — слухач курсів бухгалтерів фінансової школи при крайовому фінансовому відділі в Хабаровську.
У вересні 1937 — січні 1938 року — головний бухгалтер Усть-Большерецького районного фінансового відділу Камчатської області Хабаровського краю.
У січні 1938 — червні 1939 року — завідувач Усть-Большерецького районного фінансового відділу Камчатської області Хабаровського краю.
У червні 1939 — вересні 1941 року — головний бухгалтер Коряцького окружного фінансового відділу.
Член ВКП(б) з серпня 1940 року.
У вересні 1941 — червні 1943 року — завідувач Коряцького окружного фінансового відділу, заступник голови виконавчого комітету Коряцької окружної ради депутатів трудящих Камчатської області Хабаровського краю. По сумісництву з вересня 1941 по вересень 1944 року — директор Коряцької окружної колгоспої школи.
У червні 1943 — травні 1945 року — старший контролер-ревізор контрольно-ревізійного управління (КРУ), уповноважений представник Народного комісаріату фінансів СРСР по Коряцькому національному округу.
У травні 1945 — вересні 1947 року — старший контролер-ревізор контрольно-ревізійного управління (КРУ), уповноважений представник Міністерства фінансів СРСР по Камчатській області.
У жовтні 1947 — вересні 1949 року — слухач Вищих фінансових курсів у місті Ленінграді.
З вересня 1949 року — завідувач фінансового відділу Горно-Алтайської автономної області. 26 червня 1954 — 1 вересня 1955 року — заступник голови виконавчого комітету Горно-Алтайської обласної ради депутатів трудящих Алтайського краю.
У 1953 закінчив Всесоюзний заочний фінансовий інститут.
У вересні 1955 — вересні 1956 року — слухач Фінансової академії в місті Ленінграді.
З вересня 1956 року — завідувач Ярославського обласного фінансового відділу. 3 березня 1959 — 16 травня 1962 року — заступник голови виконавчого комітету Ярославської обласної ради депутатів трудящих.
16 травня 1962 — 1 вересня 1963 року — начальник управління державних доходів, член колегії Міністерства фінансів РРФСР.
5 листопада 1963 — 13 листопада 1965 року — заступник міністра фінансів РРФСР.
13 листопада 1965 — 21 червня 1973 року — заступник міністра, 21 червня 1973 — 10 січня 1986 року — 1-й заступник міністра фінансів СРСР.
10 січня 1986 — 22 серпня 1987 року — голова правління Державного банку СССР.
З серпня 1987 року — персональний пенсіонер союзного значення в Москві.
Помер 27 грудня 2010 року. Похований на Новодівочому цвинтарі Москви.

## Нагороди і звання
- орден Леніна (12.06.1981)
- орден Жовтневої революції (6.04.1976)
- два ордени Трудового Червоного Прапора (3.09.1971, 8.08.1986)
- медаль «За доблесну працю у Великій Вітчизняній війні 1941—1945 рр.» (1946)
- медаль «За доблесну працю. В ознаменування 100-річчя з дня народження Володимира Ілліча Леніна»
- медаль «За трудову доблесть»
- медаль «За трудову відзнаку»
- медаль «Ветеран праці»
- медалі